# John Biddulph

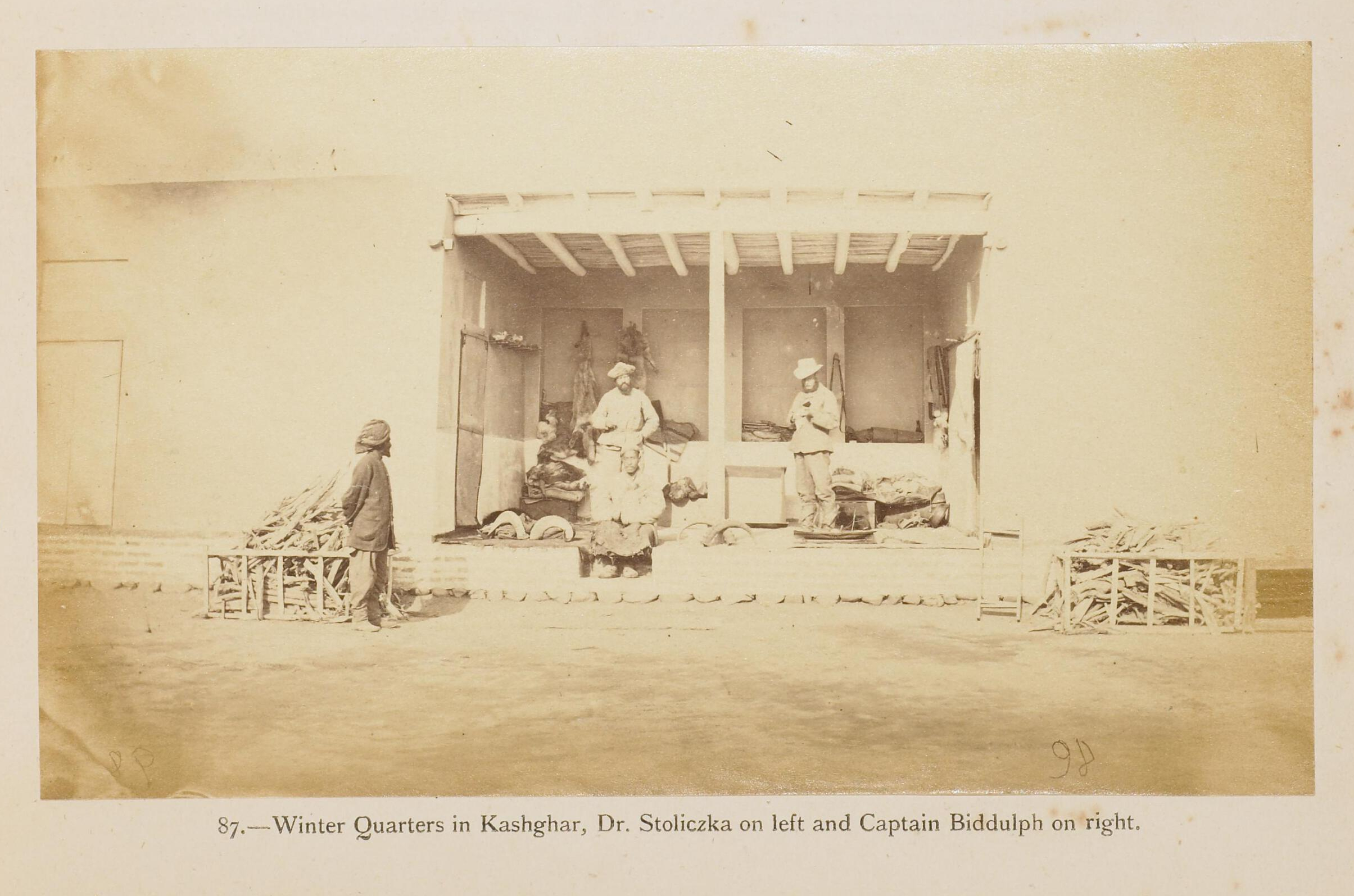
Onderkomen in 1875 in Kashgar, Links: Dr. Stoliczka en rechts captain Biddulph

John Biddulph of Kolonel  John Biddulph (Parijs, 25 juli 1840  -  Londen, 24 december 1921) was een Britse militair, schrijver en natuuronderzoeker (vooral ornitholoog) in dienst van de koloniale overheid in Brits-Indië

## Biografie en nalatenschap
Op zijn 18de ging hij in militaire dienst en begon in Awadh waar hij betrokken was bij de Indiase opstand van 1857. Daarna kreeg hij een reeks bestuurlijke functies binnen het systeem van de koloniale overheid dat eindigde in dienst van de staf van de onderkoning.
Als natuuronderzoeker werd hij bekend als deelnemer aan een expeditie in 1873/74 door de Himalaya en Chinees Turkestan (het huidige Xinjiang). Hij verzamelde toen diverse specimens van vogels en zoogdieren waaronder een nieuw soort gaai die later door Allan Octavian Hume naar hem werd vernoemd Podoces biddulphi (Chinese steppegaai).
Biddulph schreef diverse brieven naar het ornithologische tijdschrift Ibis en artikelen over zijn vondsten en hij schreef ook over de koloniale geschiedenis van het land.

### Publicaties
- Tribes Of The Hindoo Koosh, 1880
- The Nineteenth And Their Times, 1899
- Stringer Lawrence, The Father Of The Indian Army, 1901
- The Pirates Of Malabar, and An Englishwoman In India...,1907
- Dupleix, 1910

- Bibliothèque nationale de France: cb12452444c (data)
- Gemeinsame Normdatei: 124020984
- International Standard Name Identifier: 0000 0001 0900 7944
- Library of Congress Control Number: no2001093969
- Nationale Bibliotheek van Israël: 987007291290005171
- Nederlandse Thesaurus van Auteursnamen: 097908665
- SNAC: w6p34ggn
- Système universitaire de documentation: 033681538
- Trove: 792934
- Virtual International Authority File: 51785232
- WorldCat: E39PBJtxmtqVccdjBy7yQGfKBP